# Крымно (Ковельский район)
Кры́мно (укр. Кримне) — село в Дубечненской сельской общине Ковельского района Волынской области Украины.
До 2020 года входило в Старовыжевский район.
Код КОАТУУ — 0725082201. Население по переписи 2001 года составляет 2019 человек. Почтовый индекс — 44420. Телефонный код — 3346. Занимает площадь 8,086 км².